# ISO 3166-2:KH
ISO 3166-2:KH est l'entrée pour la Cambodge dans l'ISO 3166-2, qui fait partie du standard ISO 3166, publié par l'Organisation internationale de normalisation (ISO), et qui définit des codes pour les noms des principales administration territoriales (e.g. provinces ou États fédérés) pour tous les pays ayant un code ISO 3166-1.
Les codes sont attribués à 24 provinces (km:khet) et 1 municipalité autonome

## Subdivisions
| Code ISO 3166-2 | Provinces               | Provinces                    | Provinces                   |
| Code ISO 3166-2 | Nom khmer (GBN/PCGN)    | Nom anglais ou khmer (GDOCM) | Nom français (non officiel) |
| --------------- | ----------------------- | ---------------------------- | --------------------------- |
| KH-2            | Bătdâmbâng              | Baat Dambang                 | Battambang                  |
| KH-1            | Bântéay Méan Choăy      | Banteay Mean Choăy           | Banteay Mean Chey           |
| KH-3            | Kâmpóng Cham            | Kampong Chaam                | Kampong Cham                |
| KH-4            | Kâmpóng Chhnăng         | Kampong Chhnang              | Kampong Chhnang             |
| KH-5            | Kâmpóng Spœ             | Kampong Spueu                | Kampong Spoe                |
| KH-6            | Kâmpóng Thum            | Kampong Thum                 | Kampong Thum                |
| KH-7            | Kâmpôt                  | Kampot                       | Kampot                      |
| KH-8            | Kâmdal                  | Kandaal                      | Kandal                      |
| KH-9            | Kaôh Kŏng               | Kaoh Kong                    | Kaoh Kong                   |
| KH-10           | Krâchéh                 | Kracheh                      | Kracheh ou Kratie           |
| KH-11           | Môndól Kiri             | Mondol Kiri                  | Mondol Kiri                 |
| KH-22           | Ŏtdâr Méan Choăy        | Otdar Mean Chey              | Otdar Mean Chey             |
| KH-15           | Poŭthĭsăt               | Pousaat                      | Pothisat ou Pursat          |
| KH-13           | Preăh Vihéar            | Preah Vihear                 | Preah Vihear                |
| KH-14           | Prey Vêng               | Prey Veaeng                  | Prey Veng                   |
| KH-16           | Rôtânôkiri              | Rotanak Kiri                 | Rotanah Kiri                |
| KH-17           | Siěmréab                | Siem Reab                    | Siem Reap                   |
| KH-18           | Preăh Seihânŭ           | Preah Sihanouk               | Sihanoukville               |
| KH-19           | Stoěng Trêng            | Stueng Traeng                | Stoeng Treng                |
| KH-20           | Svay Riěng              | Svaay Rieng                  | Svay Rieng                  |
| KH-21           | Takêv                   | Taakaev                      | Takev ou Takeo              |
| KH-23           | Kêb                     | Kaeb                         | Kep                         |
| KH-24           | Pailĭn                  | Pailin                       | Pailin                      |
| KH-25           | Tbong Khmŭm             | Tbong Khmum                  | Tbong Khmum                 |
| Code ISO 3166-2 | Municipalités autonomes | Municipalités autonomes      | Municipalités autonomes     |
| Code ISO 3166-2 | Nom khmer (GBN/PCGN)    | Nom anglais ou khmer (GDOCM) | Nom français (non officiel) |
| KH-12           | Phnum Pénh              | Phnom Penh                   | Phnom Penh                  |

## Historiques
Historique des changements
- 10 décembre 2002 : bulletin d’information n° I-4
- 3 novembre 2014 : Mise à jour de la Liste Source
- 27 novembre 2015 : Modification de la catégorie de subdivision remplacer municipalités autonomes par provinces pour KH-18, KH-23, KH-24 ; ajout de la province KH-25; mise à jour de la Liste Source
- 15 novembre 2016 : Modification de l'orthographe de KH-25
- 26 novembre 2018 : Modification du nom des subdivisions KH-18, KH-23, KH-24; Correction de l'étiquette du système de romanization; Ajout des variations locales
- 24 novembre 2020 : Correction de l'orthographe de KH-22, KH-1, KH-18
- 25 novembre 2021 : Modification de l'orthographe de KH-1